# Ганиев, Фарит Глюсович
Фарит Глюсович Ганиев (род. 19 января 1964 года, с. Верхнеяркеево, Илишевский район, Башкирская АССР) — российский политик и юрист, депутат Государственной думы Российской Федерации VII созыва .Член Всероссийской политической партии «Единая Россия». Член комитета по безопасности и противодействию коррупции.
Стал известен как участник расследования уголовного дела экс-главы ЮКОСа Михаила Ходорковского.

## Биография
Родился 19 января 1964 года в селе Верхнеяркеево Илишевского района Башкирской АССР. Учился в школе села Кушнаренково. После её завершения в 1982 окончил техническое училище № 50 г. Уфы. В 1991 году окончил дневное отделение юридического факультета Башкирского государственного университета (ныне Уфимский университет науки и технологий).
С 1982 г. по 1984 г. проходил срочную службу в Вооруженных силах СССР.
1984 г. учитель труда и физической культуры в Первушинской восьмилетней школе Кушнаренковского района Башкирской АССР. Затем работал техником кафедры ТМГМ Башкирского государственного университета (ныне Уфимский университет науки и технологий).
1991 г. — следователь-стажёр Стерлитамакской транспортной прокуратуры.
1991 по 1992 гг. — Преподаватель основ законодательства и права, председатель профсоюзного комитета студентов Башкирского медицинского колледжа.
1993 по 1994 гг. — следователь следственного отдела Октябрьского РОВД г. Уфы.
1994 по 1997 гг. — старший следователь отдела по расследованию особо важных дел прокуратуры Республики Башкортостан.
1997 по 2003 гг. — старший преподаватель кафедры криминалистики юридического факультета Башкирского государственного университета (ныне Уфимский университет науки и технологий) и адвокат Башкирской Республиканской коллегии адвокатов;
2003 по 2007 гг. — старший следователь отдела по расследованию особо важных дел прокуратуры Республики Башкортостан (прикомандирован в управление по расследованию особо важных дел Генеральной прокуратуры Российской Федерации).
2007 по 2008 гг. — старший следователь отдела по расследованию особо важных дел следственного управления Следственного комитета при прокуратуре Российской Федерации по Республике Башкортостан
(прикомандирован в Главное следственное управление Следственного комитета России).
2008 по 2015 гг. — старший следователь по особо важным делам Управления по расследованию особо важных дел о преступлениях против государственной власти и в сфере экономики Главного следственного управления Следственного комитета при прокуратуре Российской Федерации.
2015 г. — Помощник Главы Республики Башкортостан.
Участвовал в расследовании уголовных дел в отношении Ходорковского, Березовского, Гусинского, в отношении должностных лиц ОАО «Роснано» и других уголовных дел. С 2008 по 2015 гг. руководитель следственной группы по уголовным делам в отношении акционеров группы «Менатеп» (Ходорковский и другие). Принимал участие в совместных следственных действиях на территории Испании, Швейцарии, Люксембург, Лихтенштейн, Нидерландов, Кипр, Украины, Белоруссии, Армении, Индии и в других странах.
В сентябре 2016 года избран депутатом Государственной Думы VII созыва.

## Законотворческая деятельность
С 2016 по 2019 год, в течение исполнения полномочий депутата Государственной Думы VII созыва, выступил соавтором 43 законодательных инициатив и поправок к проектам федеральных законов.

## Награды
- Награждён орденом «Дружбы»;
- Нагрудный знак «Почётный сотрудник Следственного комитета Российской Федерации»;
- Ведомственные медали: «За заслуги», «За безупречную службу I степени», «300 лет первой следственной канцелярии России»;
- Почетные грамоты Председателя Следственного комитета Российской Федерации.